# Pascal Behrenbruch
Pascal Behrenbruch (ur. 19 stycznia 1985 w Offenbach) – niemiecki lekkoatleta, wieloboista, uczestnik igrzysk olimpijskich w Londynie (2012).

## Rekordy życiowe
- Dziesięciobój – 8558 pkt (2012)